# 周参見王子神社
周参見王子神社（すさみおうじじんじゃ）は和歌山県西牟婁郡すさみ町にある神社。

## 概要
天文15年（1546年）に当時の周参見領主、左衛門太夫藤原氏安によって現在地に建立された。
江戸時代末期から明治にかけて奉納された絵馬55点が遺されている。そのうち約6割が船絵馬であって、周参見に船の出入りが多かったことを伝えている。これらは町文化財に指定され、境内にある歴史民俗資料館に保存・展示されている。
『紀伊続風土記』によれば、当初は「若一（にゃくいち）王子権現社」の名であったという。このことから、熊野から勧請されて建立された神社であることが分かるが、成立の年代や経緯から、熊野九十九王子社には数えられない。
- 所在地:西牟婁郡すさみ町周参見山崎2290番地
- 交通機関：JR紀勢本線周参見駅

## すさみ町立歴史民俗資料館

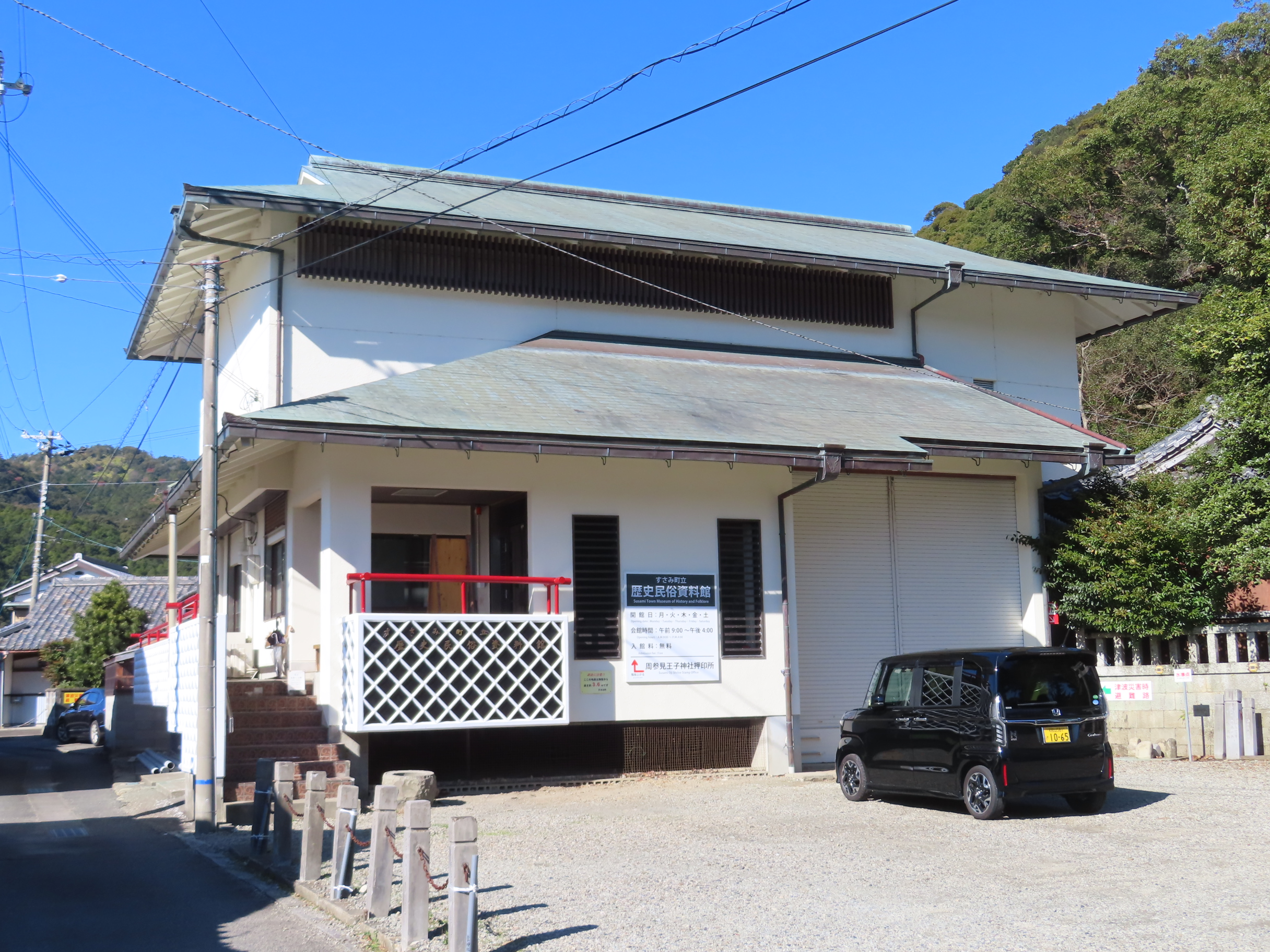
すさみ町立歴史民俗資料館

周参見王子神社境内にある。すさみ町の生活・産業資料や古文書、周参見王子神社奉納絵馬など、歴史的・民俗的資史料を保存・展示している。開館は火・土曜日の午前9時～午後4時。入館無料。